# Brigitte Henriques
Pour les articles homonymes, voir Henriques.
Brigitte Henriques, née Olive le 4 mars 1971, est une joueuse internationale de football et dirigeante sportive française. Le 29 juin 2021, elle devient la première femme présidente du Comité national olympique et sportif français en succédant à Denis Masseglia. Elle annonce sa démission le 25 mai 2023.   
Elle est auparavant vice-présidente déléguée de la Fédération française de football à partir de 2017 (après en avoir été secrétaire générale, chargée du développement du football féminin depuis 2011).
Avant d'être élue à la présidence, elle est la première vice-présidente du CNOSF chargée du « développement des pratiques ». Secrétaire générale du Fondaction du Football depuis 2014, elle est la vice-présidente du comité local d'organisation Coupe du monde de football féminine 2019.

## Carrière
Brigitte Henriques est la sœur cadette de Karl Olive, journaliste sportif (ex-Canal+) et homme politique français. Elle a joué à la JSF Poissy puis au FCF Juvisy, avec qui elle remporte trois titres de championnes de France (en 1994, 1996 et 1997), avant de terminer sa carrière à l'ASJ Soyaux.
Elle a été sélectionnée 32 fois en équipe de France entre 1988 et 1997 (quinze matchs officiels et dix-sept matchs amicaux, première sélection le 24 juillet 1988 contre l'Italie, lors du Mundialito féminin 1988). Elle ne peut jouer l'Euro 1996 pour cause de blessure.
Elle a été professeure d'EPS agrégée de 1993 à 2011, en parallèle de sa carrière de joueuse et à la suite de celle-ci, avant d'évoluer vers des postes de dirigeante dans le milieu du football.
Après avoir obtenu son diplôme d’entraîneur de football DEF (licence A UEFA), elle s'est d'abord occupée de 2002 à 2003 de la formation de jeunes joueuses à Clairefontaine en tant qu’entraîneur adjointe. Elle a ensuite été manager général de la section féminine du Paris Saint-Germain de 2008 à 2010 (premier titre du PSG en Coupe de France féminine).
En 2011, Noël Le Graët lui confie le poste de secrétaire général de la Fédération française de football. Elle est alors chargée de la féminisation du football et du développement du football féminin, et responsable du dossier « Sport et Handicap » et « Football à l’école ». En 2013, le plan fédéral de féminisation de la FFF obtient un prix décerné par le ministère des Sports pour la meilleure stratégie et développement du sport féminin.
En mars 2017, elle devient vice-présidente de la Fédération française de football. 
Vice-présidente du CNOSF lors du troisième et dernier mandat de Denis Masseglia (2017-2021), elle se porte candidate à la présidence de l'institution. Le 29 juin 2021, elle est élue présidente du Comité national olympique et sportif français en s'imposant dès le premier tour du vote lors de l'assemblée générale élective de l'institution, avec 57,87 % des suffrages exprimés, face aux trois autres candidats : Thierry Rey (19,26 %), Emmanuelle Bonnet Oulaldj (16,05 %) et Patrice Martin (6,82 %). Elle devient la première femme présidente du CNOSF, créé en 1972, et la neuvième à accéder à ce poste, qui par filiation, existe depuis 1894 et sa création par Pierre de Coubertin. Elle succède à Denis Masseglia.
Sur fond de crise, elle annonce démissionner le 25 mai 2023. David Lappartient lui succède.

## Distinctions
- Chevalier de l'ordre national du Mérite (2015)[1]